# 梅勒迪斯鎮區 (堪薩斯州克勞德縣)
梅勒迪斯鎮區（英語：Meredith Township）為位在美國堪薩斯州克勞德縣的鎮區。2010年美国人口普查中該鎮區人口有75人。

## 歷史
梅勒迪斯鎮區於1872年設立。

## 地理
梅勒迪斯鎮區涵蓋面積93.76平方（36.20平方英里），境內無城市設立。

## 人口統計
根據2010年美國人口普查，梅勒迪斯鎮區人口有75人，人口密度為0.8人/每平方公里。此鎮區居民之種族有100%為白人；0%為非裔美洲人；0%為美洲原住民；0%為亞洲人；0%為太平洋島民；0%為其他種族；另外有0%為混血種族。而西班牙裔或拉丁裔美洲人佔此鎮區人口的0%。

## 外部連結
- USGS Geographic Names Information System (GNIS) （页面存档备份，存于）
- US-Counties.com
- City-Data.com （页面存档备份，存于）